# Ski
Cet article concerne le moyen de déplacement et les disciplines sportives. Pour le matériel, voir Ski (matériel). Pour les autres sens, voir Ski (homonymie).
 (août 2010).
Si vous disposez d'ouvrages ou d'articles de référence ou si vous connaissez des sites web de qualité traitant du thème abordé ici, merci de compléter l'article en donnant les références utiles à sa vérifiabilité et en les liant à la section « Notes et références ».

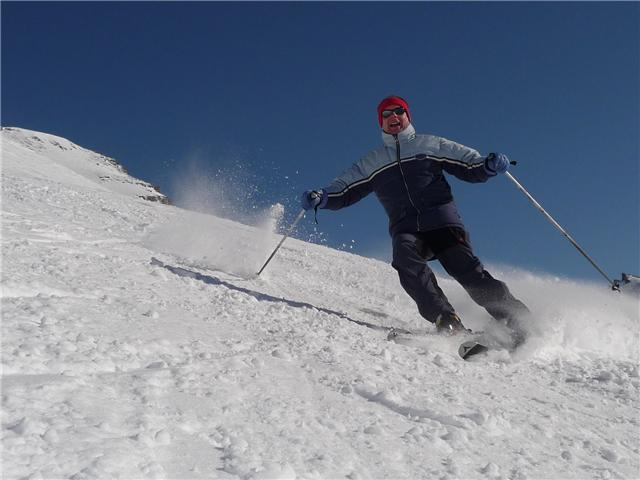
Skieur en phase d'apprentissage.

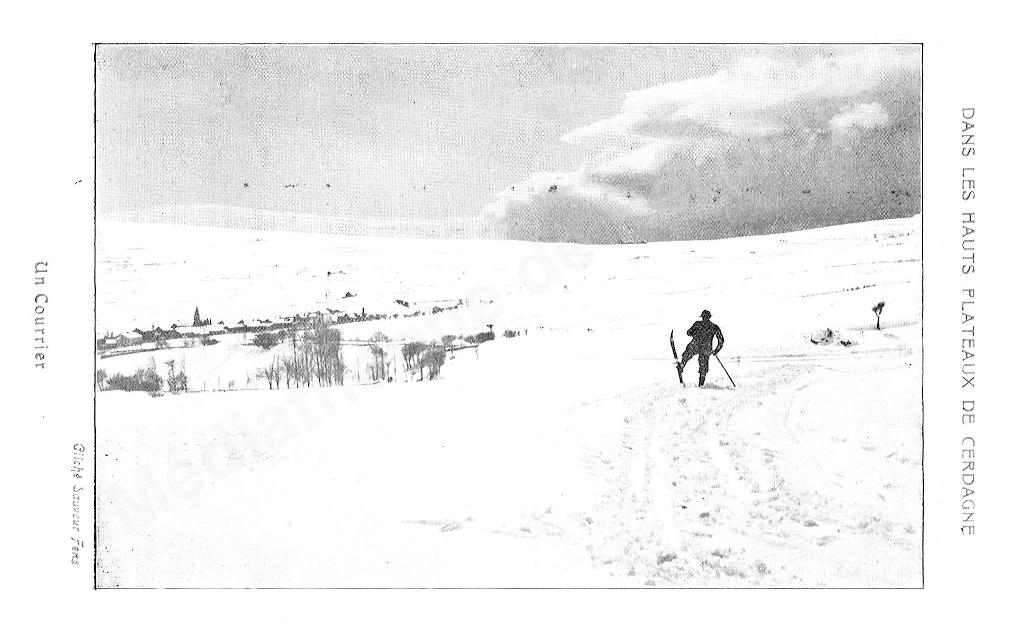
Un courrier à ski en Cerdagne en 1909.

Le ski est un moyen de locomotion, individuel qui s'utilise par paire comprenant deux patins longs et étroits appelés skis, fixés aux pieds, et un ensemble de disciplines sportives essentiellement hivernales et basées sur le principe de la glisse. Vulgarisée grâce au ski sur neige, introduite dans les Alpes et les autres massifs européens à la fin du XIXe siècle, cette pratique est évidemment dépendante de la présence, de la résistance et de l'épaisseur du manteau neigeux, ce qui limite l'activité aux régions montagneuses ou nordiques, ainsi qu'à la saison hivernale, plus rarement en été, dans les stations d'altitude.
Le ski peut également se pratiquer sur toutes surfaces glissantes possédant une tension superficielle non négligeable : l'eau — on parle alors de ski nautique —, des roches comme le sable ou la pouzzolane, les prairies en pente, voire des sols recouverts de neige ou de glace artificielles, d'aiguilles de pin, ou même d'armatures en treillis couvertes de feutres ou de textiles synthétiques sur des pistes en salle.
Avant  de devenir un sport de loisir, il n'était qu'un moyen de déplacement et un mode de transport, largement répandu pendant les longs hivers enneigés dans les pays nordiques, les contrées sibériennes et les montagnes de l'Asie centrale, sous une forme ressemblant à la fois au ski de randonnée nordique et au ski de fond, originaires de Scandinavie. Il a également servi de mode de déplacement hivernal dans certaines armées (guerre à ski).
Originellement activité de pleine nature, le ski de descente, qui consiste à descendre des pentes de déclivité et de difficulté variables, a conduit à la construction de sites dédiés. Devenu ainsi sport de glisse prenant le nom en Europe de ski alpin, des domaines skiables et des stations de sports d'hiver ont été ainsi aménagées dans des sites jugés propices à une pratique ludique du ski mais nécessitant des travaux : terrassements, équipement de remontées mécaniques, de canons à neige, travail de la neige, etc., alimentant un vaste secteur touristique, notamment dans les Alpes.
La pratique du ski en terrain à faible déclivité a conduit de son côté au développement de sports plus orientés pleine nature, comme les différentes disciplines du ski nordique. Bien que le ski de fond et le ski alpin soient regroupés sous la même appellation de « ski », aussi bien les techniques que le matériel sont très différents entre ces deux disciplines.
Il existe aussi plusieurs techniques nordiques de ski de randonnée et de descente, qui portent le nom de localités ou de contrées de Norvège : le télémark, le christiania…

## Étymologie, linguistique
Le mot « ski », prononcé à la française, s'est généralisé dans le monde. Il vient du norvégien ski qui se prononce /ʂiː/ ou /ʃiː/. Le mot skíð en vieux norrois, la langue mère des langues scandinaves, signifie « fendre » et désigne aussi les « planches ».
Les Saami, qui parlent des dialectes proches les uns des autres, appartenant au même groupe que le finnois, désignent les skis  par des mots totalement différents comme sihpiek, sivekkä, sabehat, golas, träokka.

## Origines du ski
Le berceau du ski se situe très vraisemblablement dans le sud-est de la Baltique, dans la région qui englobe l'Estonie actuelle et la partie avoisinante de la Russie. Les restes des skis les plus anciens actuellement connus ont été mis au jour au début des années 1960 par l'archéologue ukrainien Grigori Burov sur le site de Vis 1, situé à 350 km à l'ouest de la chaîne de l'Oural et à la latitude du lac Onega. Les vestiges culturels du site relèvent de la culture de Kunda, identifiée dans l'actuelle Estonie. Les fragments correspondent à deux types de skis dénommés « Vis » et « Veretje ». Ils se situent respectivement entre 7350 et 7180 av. J.-C. et vers 6000 av. J.-C..
Les skis et les patins de traîneaux n'ont pas été faits à partir de planches. Ils étaient taillés dans la masse de billes de bois préalablement fendues en deux, suivant le procédé très ancien de la fabrication des pirogues monoxyles.
Il est très probable que l'invention des skis ait été inspirée par les patins de traîneaux.
La population de culture Kunda avait une double origine. Elle était constituée de groupes venus du sud des plaines russes (culture épigravettienne) et d'autres de la région franco-cantabrique (culture Magdalénienne). Ces derniers étaient arrivés dans les pays Baltes vers 9000 av. J.-C. Les uns et les autres avaient suivi la migration des hardes de rennes que le radoucissement du climat avait poussées vers le Nord.

### Formation du peuple saami
Le peuplement de la Finlande et de la future Laponie a commencé vers 8500 av. J.-C. avec le déploiement vers le nord de clans qui allaient former le peuple saami. Ils restèrent longtemps isolés car la première immigration de peuple non saami n'est intervenue que vers 4000 av. J.-C.. Ces derniers arrivants connaissaient également le ski. De souche finnoise, ils le désignaient probablement par le mot suksi.

### Transmission du ski en Sibérie
La présence jusqu'à une date récente de groupes ethniques de langue finno-ougrienne dans les monts Saïan, entre l'Altaï et le lac Baïkal, suggère fortement que des clans de souche finnoise originaires de l'Oural se sont établis en Sibérie méridionale. Le ski fait partie des éléments en faveur de cette hypothèse car les peuples sibériens du groupe linguistique toungouzo-mandchou utilisent des mots comme souxilla, souxilda, sokseljta, très proches de suksi. Fridtjof Nansen avait remarqué ces ressemblances et avait émis l'hypothèse que le ski avait été probablement inventé en Sibérie. Les connaissances d'aujourd'hui permettent de la rejeter.
On manque de données pour dater l'introduction du ski en Sibérie Méridionale. Elle est potentiellement postérieure à 5000 av. J.-C. (âge des patins de traîneaux de type européen mis au jour dans l'est de l'Oural) et certainement antérieure à 3300 av. J.-C., fin du Mésolithique dans cette région.

### Gravures rupestres

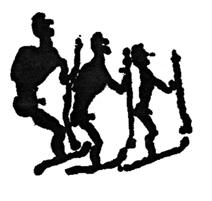
Staraia Zalavruga, Mer Blanche. « Patrouille » de skieurs armés d'un bâton.

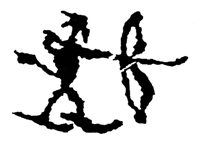
Haut Ienisseï, Chalabolino. Archer.

Les gravures rupestres sont extrêmement diverses et nombreuses en Eurasie et ailleurs dans le monde. Elles ne peuvent pas être datées directement, leur âge ne peut être qu'estimé. Celles de Finno-Scandinavie et de Sibérie sont jugées postérieures à 4000 av. J.-C. et 5000 av. J.-C.
En Europe, on compte deux gravures de skieur en Norvège et une trentaine en Carélie où elles se trouvent presque toutes sur le fleuve Vyg, au sud de la mer Blanche. Les skieurs sont représentés le plus souvent armés d'un arc et certains, en groupe, armés d’un bâton. En Sibérie méridionale, elles sont une dizaine. Presque tous les personnages sont des archers, le plus souvent chassant le renne.

### Skis fossiles

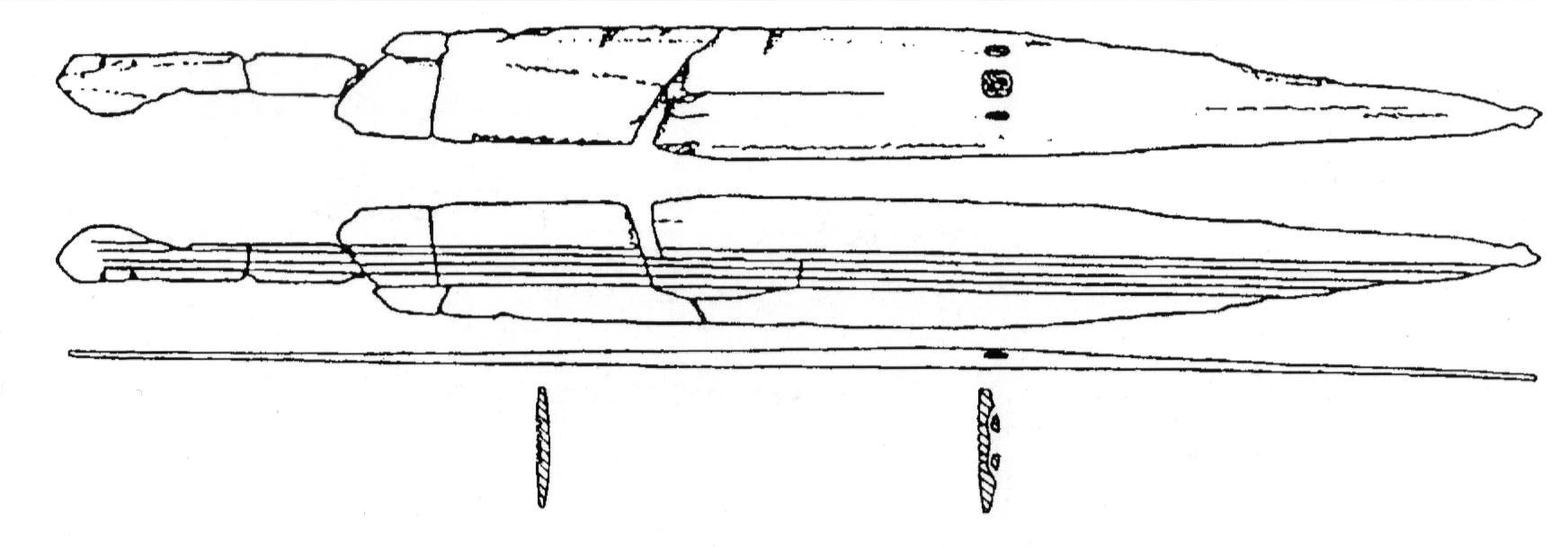
Ski de Salla (3350 av. J.-C.). Seul ski fossile à plusieurs rainures. Les trois trous convergent à l'intérieur du ski pour former le passage de la lanière d'attache.

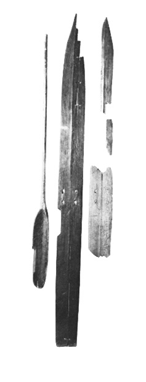
Ski de Kalvträsk (3200 av. J.-C.). Un des rares skis trouvé en paire et avec le bâton. La lanière d'attache coiffait l'avant de la chaussure et passait longitudinalement sous le ski.

Les plus anciens après ceux trouvés à Vis ont environ 5 000 ans. Il s'agit des skis de Salla (Finlande), Drevja (Norvège) et de Kalvträsk (Suède). Le ski de Kalvträsk se distingue par un système d'attaches à quatre perçages verticaux qui est encore en usage en Sibérie. Les deux autres présentent des perçages transversaux évitant à l'attache de frotter sur la neige. À partir de 1000 av. J.-C. les skis ont tous un socle avec un perçage horizontal, la mortaise. Ils témoignent des débuts de l'âge du Bronze en Finno-Scandinavie.
Pour la plupart, les skis ont été trouvés lors des travaux de drainage de marais et tourbière effectués par les paysans. Une très grande partie date du Moyen Âge. Ils ont probablement été volontairement enfouis sous la couche de sphaignes flottant à la   surface de l'eau. On distingue bien deux façons d'utiliser le bois, soit sur quartier soit sur dosse. Les skis en bois sur quartier étaient utilisés nus, de multiples rainures stabilisatrices se formant par usure de couches tendres du bois. Les autres avaient généralement une garniture de peau recouvrant la semelle, collée ou cousue à travers le bois.

### Écrits

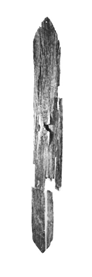
Ski de Storbäck (905 av. J.-C.). Il fait partie des premiers skis à socle et mortaise. Le socle, adapté à la largeur des chaussures, est plus étroit que ski. Le creusement de la mortaise, longue et étroite, est devenu possible grâce aux outils en bronze.

Les plus anciennes mentions de skieurs apparaissent très brièvement dans les annales chinoises du début de notre ère à propos des peuples nomades évoluant à leur frontière nord, Toungouzes, Türks et Mongoles. En Europe, les Saami sont signalés par Tacite au même moment sous le nom de Fennes (Finnois) mais sans faire état des skis. Ils apparaissent ensuite dénommés Phinnoï (Ptolémée, en 125), Crefennes (Jordanes, en 551) et Skrithiphinoï (Procope, en 554). La racine skrit signifie « glissement »  mais les skis ne sont toujours pas identifiés. Ils sont évoqués pour la première fois en 788 par Paul Diacre au sujet des Scritobini qui « chassent en faisant des bonds grâce à des « bouts de bois habilement recourbés ».
Des auteurs de langue arabe rapportent l'usage des skis et des traîneaux à chiens au Moyen Âge, dans les voyages commerciaux le long des fleuves russes, entre la Baltique et la Méditerranée ou la Caspienne.
Les Européens prennent conscience de l'existence des Saami vers 1550 grâce au livre d'Olaus Magnus, évêque suédois réfugié à Rome et davantage encore, en 1673, avec celui de Johann Scheffer, intellectuel strasbourgeois émigré en Suède. Le premier skieur d'Europe moyenne est le prêtre italien Francesco Negri (1665) et le premier français sera Jean-Baptiste de Lesseps (1788), chargé par La Pérouse de ramener les documents importants du Kamtchatka à Versailles où il fut reçu sur le champ par Louis XVI.

### Adoption du ski par les Scandinaves

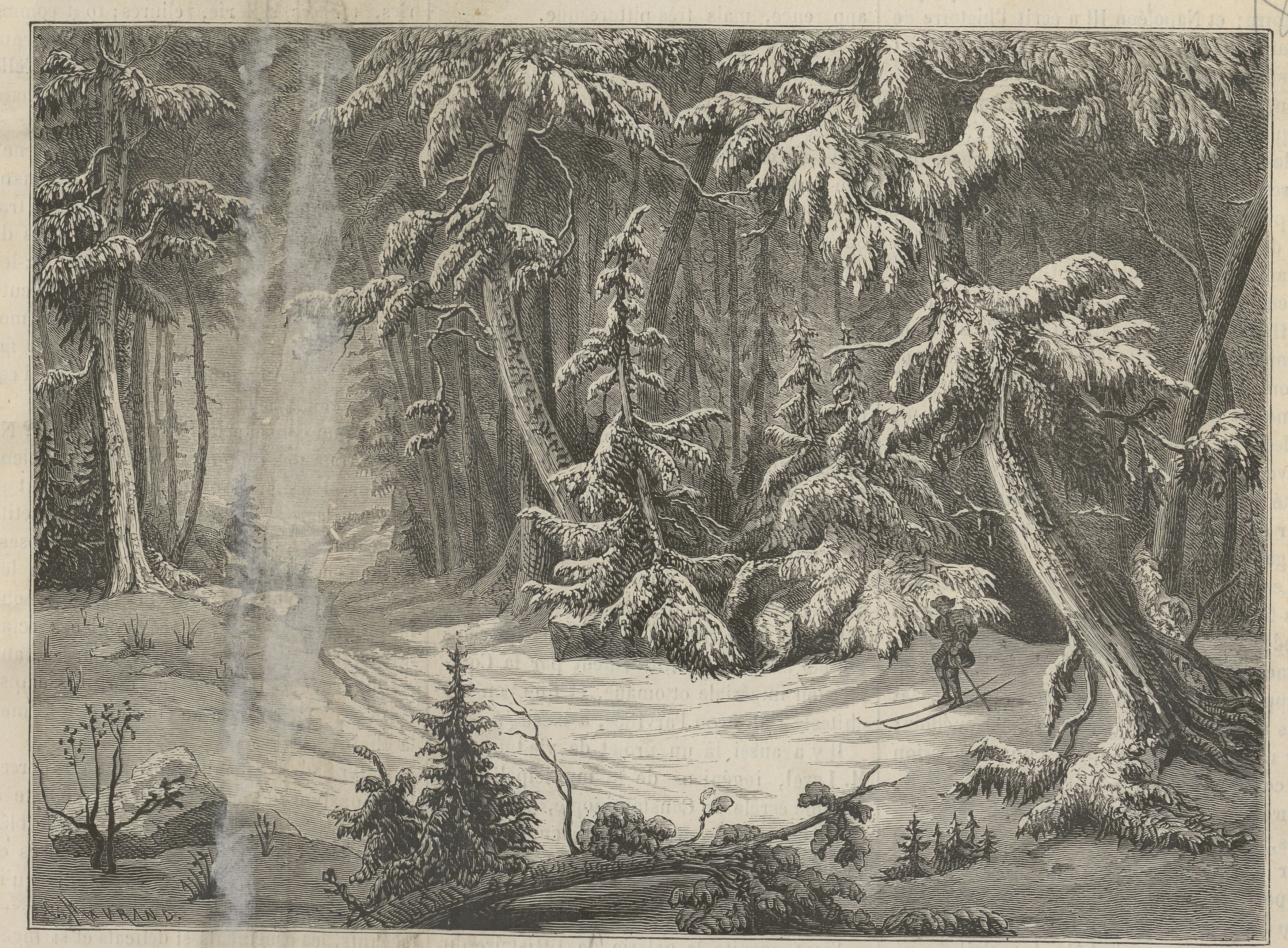
Charles XV, Paysage d'hiver (vers 1860).

La question ne se pose pas pour les Finlandais et tous les peuples de langue apparentée au finnois, qu'ils soient établis en Russie d'Europe ou en Sibérie occidentale. Les peuples de langue samoyède connaissaient le ski avant de venir s'établir dans le nord-ouest de la Sibérie. En revanche, les Norvégiens et les Suédois qui étaient traditionnellement utilisateurs des raquettes à neige, ont reçu le ski des Saami. Les contacts ont été plus nombreux et plus anciens le long des côtes de la Norvège. La diffusion du ski dans la population paysanne scandinave aurait vraiment commencé à l'âge du Fer. La pratique du ski est attestée archéologiquement chez les Scandinaves au VIIIe siècle.

### Le ski militaire
La première formation de skieurs militaires de Scandinavie fut un corps de messagers, rapides et discrets, créé par Gustave Vasa vers 1550. Des soldats à ski furent engagés dans les différents conflits de la Suède contre le Danemark et la Norvège ou contre la Russie. La Russie commença très tôt à utiliser le ski à titre militaire. En 1449 eut lieu une importante expédition contre les tatars occupant la Sibérie occidentale : plus de 4 000 guerriers skis aux pieds s'emparèrent d'une quarantaine de villages fortifiés.

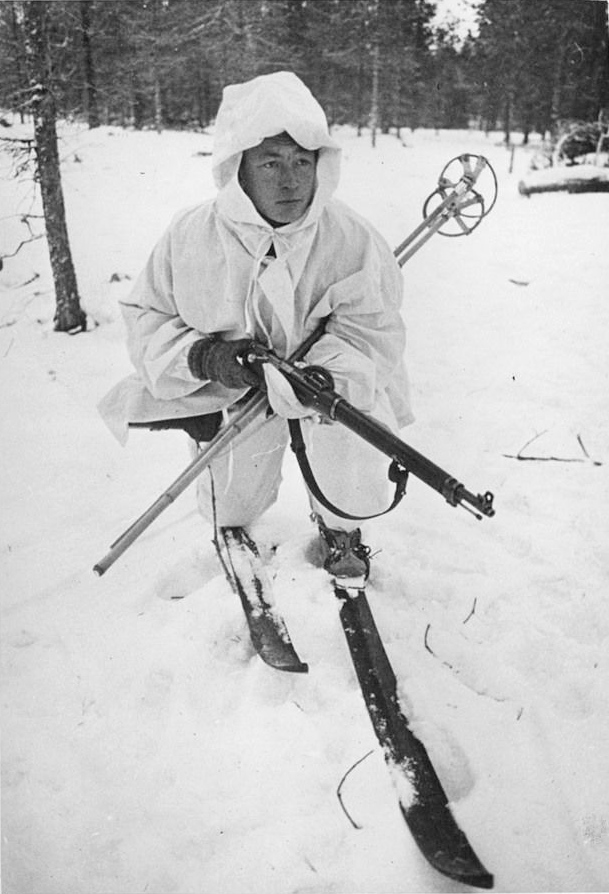
Soldat équipé d'une tenue de camouflage hivernal et de skis durant la guerre russo-finnoise de 1939-1940.

En réalité, dans les rudes pays finnois, nul besoin de formation encadré pour adultes. Tout petit, la pratique hivernale du ski était une seconde façon de marcher, à commencer pour aller à l'école au XIXe siècle. Adulte, c'était un moyen de locomotion pour se rendre rapidement au travail ou à la messe. Un soldat skieur équipé peut se déplacer trois à quatre fois plus vite, avec aisance, silence et rapidité, qu'un soldat à pied. C'est l'avantage énorme, outre la combinaison blanche de camouflage des pieds à la tête, qu'a possédé pendant un mois et quelques semaines, l'infanterie légère finlandaise sur l'Armée rouge, au début de la guerre d'Hiver[réf. nécessaire].

### En Sibérie
Les nombreux peuples de Sibérie, diffèrent par la langue et la génétique mais très semblables par le mode de vie furent progressivement soumis par les Russes entre 1600 et 1700. C'est ainsi qu'on commença à connaître leur existence. Beaucoup étaient encore à l'âge de la Pierre. Les skis qu'ils utilisaient étaient pratiquement tous dérivés du modèle des Évenkes, relativement large et court, fait d'une planche mince de pin, renforcée par un ensemble cousu de peau à longs poils. L'attache est essentiellement une lanière coiffant l'avant du pied et passant sous le ski avant de remonter dessus et faire le tour du talon. Tout était conçu pour que ce soit réparable avec un couteau. Ils sont encore utilisés par les éleveurs de rennes et les chasseurs.

### La Norvège: pionnier du ski loisir moderne

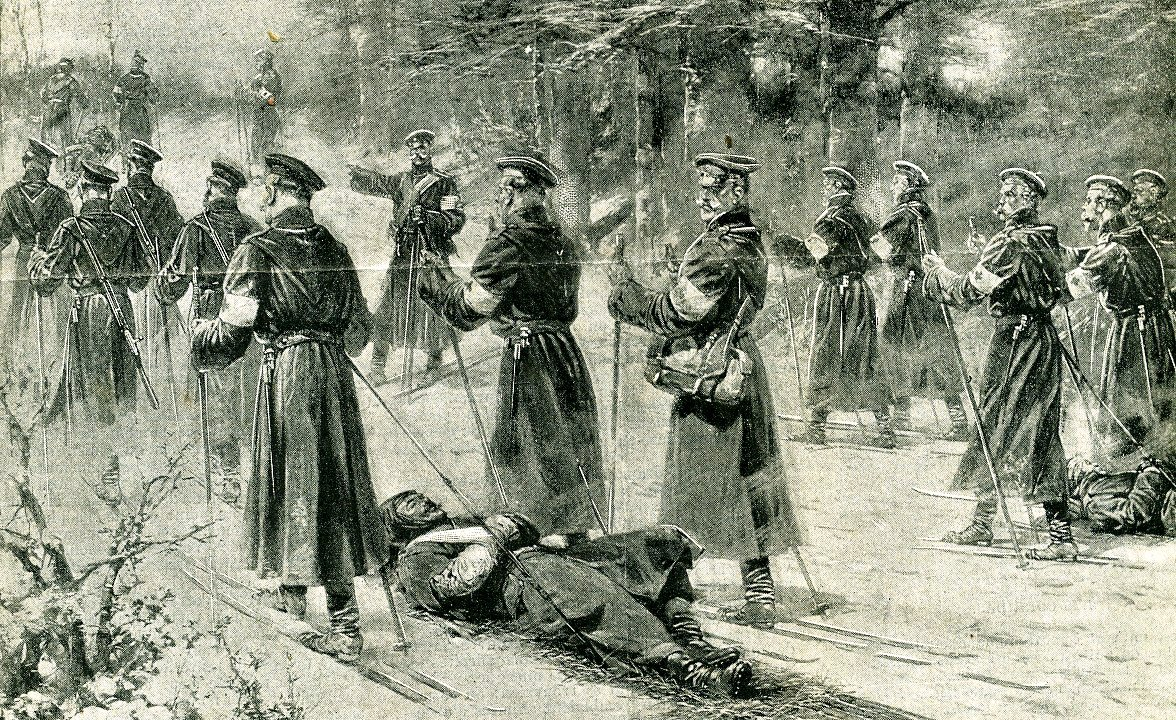
Les ambulanciers russes, le transport des blessés par ski, 1904.

Les Norvégiens peuvent être considérés comme les inventeurs du ski moderne. Les compatriotes contemporains des explorateurs Fridtjof Nansen et Roald Amundsen louent ainsi le plus national, le roi des sports norvégiens. Plusieurs facteurs expliquent ce réel engouement populaire. Primo, le grand nombre de skieurs aussi bien des milieux urbains que paysans induit une multitude d'ateliers prônant autant de fabrications artisanales associées à pléthore de techniques et de milieux. Secundo, une industrie de transformation du bois était née de la demande des marchands anglais à Christiania et, confrontée à la crise, celle-ci saisit tous les créneaux de diversification. Ainsi s'ouvre en 1886 dans la capitale norvégienne la première usine de fabrication de ski, s'ensuit une course acharnée aux brevets technologiques, concernant l'équipement, les fixations, le ou les bâtons, les chaussures, l'art du fart à chaud... Tertio, si le long intérêt militaire avait stimulé une première réflexion sur l'équipement et la pratique, le développement des compétitions militaires et civiles favorise l'émulation entre les hommes et les lieux de diverses pratiques. Spécialistes reconnus de cette spécialité, quelques habitants de ce petit pays deviennent les premiers instructeurs internationaux, dans les domaines civil et militaire. Ainsi les contrées de concours, les monts de Christiania et du Télémark donnent leur nom aux techniques de ski.
Il n'était pas rare, bien avant la Belle Époque, que les petits Norvégiens aient des patins aux pieds dès l'âge de trois à quatre ans. Initiés dans leur prime jeunesse, ils vont plus tard à l'école en hiver. Mieux, leurs maîtres savent greffer sur cette pratique coutumière une éducation technique et sportive. La course, le saut ou encore la descente rapide requièrent de l'adresse et de la volonté, de la prudence et de l'esprit d'attention. Ces activités donnent au corps de la souplesse et de l'élasticité. Dans le monde économique changeant après 1880, les adultes apprécient ce sport naissant ou ce loisir de découverte d'un monde féerique enneigé, véritable corps à corps avec la nature.
Il n'est pas étonnant que le vocabulaire actuel garde d'autres traces de ce premier laboratoire norvégien. Le fart, mot norvégien entre dans le Larousse en 1907 avant de générer verbe et substantifs dérivés : farter, fartage... Le slalom, mot français depuis 1910, signifie le fait de zigzaguer ou mieux d'accomplir une succession de virages maîtrisés, son étymologie semble indiquer ce qui reste sur le plan de neige, c'est-à-dire des traces de ski inclinées. L'analyse du virage dans une technique donnée révèle des conceptions techniques induites de la physique de la glisse, intégrant équipement aux pieds et maîtrise des mouvements du corps. Le virage télémark nécessite une génuflexion gracieuse afin de tourner à droite ou à gauche dans les pentes les plus raides. Avec une légère anticipation, il suffit de fléchir la jambe, intérieure au virage, en arrière en relevant le talon, puis de pousser sur le ski mis en avant en faisant déraper la partie postérieure. Le virage Christiania, plus simple, plus rapide, ne comprend pas de contorsions potentiellement dangereuses pour les débutants, mais nécessite un matériel performant, avec de bonnes fixations et de bonnes prises de carres. Skis parallèles, il suffit d'alléger l'arrière en répartissant la portée du corps vers l'avant, et de provoquer le dérapage des deux skis parallèles, en s'efforçant de placer les talons du côté opposé au virage. Le ski alpin dérive de façon lointaine des techniques Christiania, imposant déjà des fixations solidaires.
La Norvège, devenue nation indépendante après 1905, s'est empressée d'exporter l'art du ski que ses explorateurs avaient utilisé pour la conquête des pôles et ses indispensables équipements. Le premier essor du ski scandinave, dans tous les massifs du monde de l'Atlas algérien au Kilimandjaro, des Appalaches aux Cascades ou aux Sierra californiennes, des montagnes Rocheuses aux Andes, sur les contreforts de l'Himalaya ou du Tibet, dans les montagnes de Corée ou du Japon, sur les monts du Sud-Est australiens ou néo-zélandais se déroule avant le premier conflit mondial, entre 1908 et 1912. Les stations les mieux équipées promeuvent aussi le bobsleigh. En France, le capitaine Bernard discute des avantages comparés des attaches norvégiennes Huitfeldt, Sigurd, Houm... Les meilleures entreprises ou sociétés d'importation françaises, telle Koski gérée par G. de Coninck, à Maisons-Laffitte, ne peuvent que se réclamer de brevets norvégiens. Les fabriques de ski françaises prennent modèle : ainsi, l'entreprise Rossignol à Voiron délaisse la conception de navettes textiles pour suivre l'exemple de sociétés scandinaves. Même la mode, joignant le luxe à l'utile, observe les magasins de sports d'hiver scandinaves, et s'inspire de ce champ d'activité nordique, valorisant l'hiver par le pull à col roulé, les pantalons seyants avec, ultérieurement, l'apparition des fuseaux, les bandes molletières, les gants et bonnets.

### Muséographie
L'exposition sur la grande histoire du ski organisée par le Musée dauphinois en 1994 a rassemblé une quinzaine d'auteurs pour une publication récapitulative segmentée en quatre parties :
- le ski des origines ;
- le ski sportif ;
- l'or blanc et l'ère du ski ;
- le musée du ski au musée dauphinois[16].

## Jalons historiques vers les sports modernes
(septembre 2015).

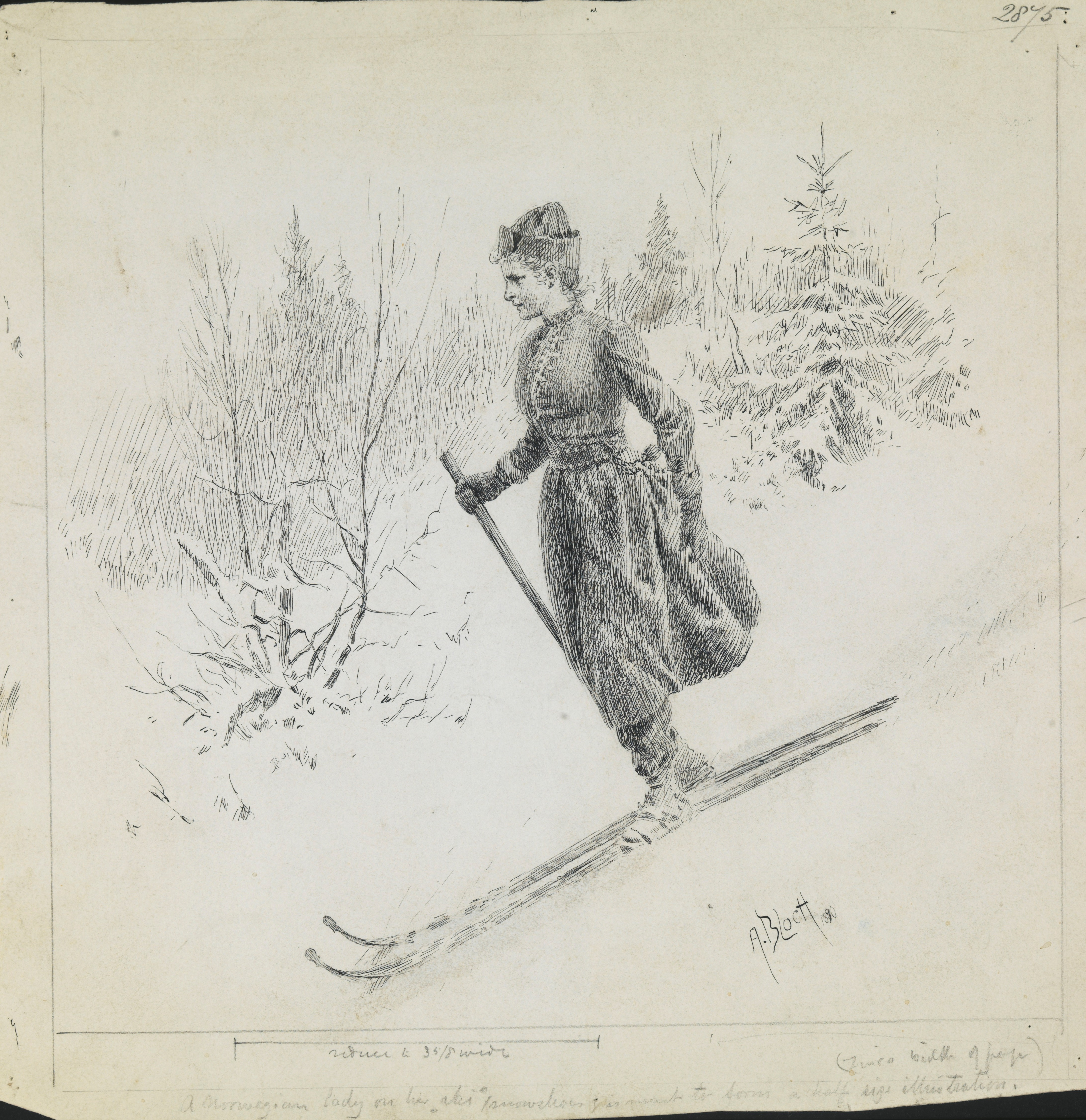
Une femme à ski dans les bois, dessin exécuté avant 1890.

De la rivalité du télémark et du christiania, à l'hyperspécialisation du ski alpin basée sur des écoles techniques extraordinairement sophistiquées, en passant par le ski acrobatique, jusqu'au ski extrême sans compter les mutations de la planche de snowboard et le speed flying ou ski tracté par une voile, l'art de dévaler les pentes a connu plusieurs révolutions. Les formes de ski nordique ont également connu de spectaculaires progrès. Aussi faut-il distinguer plusieurs temps forts :
- d'abord les essais aventureux des pionniers en Europe occidentale et en Amérique à la fin du XIXe siècle qui, après avoir été souvent moqués par la presse et le public encore sceptiques, amènent la vulgarisation quasi-planétaire de cette pratique de loisir et de ce sport véritablement à la mode entre 1908 et 1912 ;
- ensuite, à partir de 1924, le temps domestiqué des stations, des remontées mécaniques, de la massification du ski-loisir touristique et des grandes compétitions en connexion avec les recherches technologiques ;
- enfin le monde compartimenté en domaine d'équipements, de matériaux et d'encadrements spécialisés d'aujourd'hui qui est peut-être inauguré après 1980 par la disparition du pas glissé alternatif de l'ancien fondeur remplacé par le demi-pas de patineur.

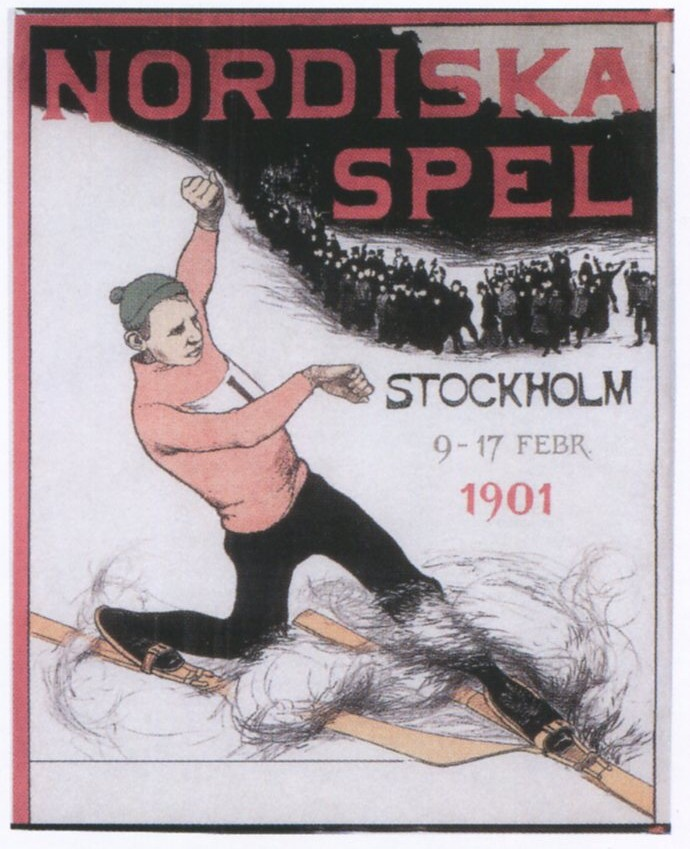
Affiche de la première édition des Jeux nordiques en 1901.

Le ski a été puissamment vulgarisé par le monde associatif, le Touring club de France et les sections du Club alpin et du Club pyrénéen en France, du Club vosgien en Alsace allemande... Il se diffuse plus lentement dans les régions paysannes grâce à l'effort des militaires, soucieux de défense mobile du territoire en cas d'hiver enneigé. L'école de Briançon instruit en tout 5 000 soldats skieurs, jusqu'en 1914 et forme les premiers bataillons de chasseurs alpins. Après les premiers concours du Sappey-en-Chartreuse puis de Montgenèvre en 1907 et de Chamonix en 1908, la presse française n'est plus rigolarde : le ski décrié des pionniers a désormais une fonction utilitaire reconnue partout officiellement, les dingues sur patins cèdent la place aux skieurs, vrais sportifs durs à cuire, même avec leur bonnet et leurs mitaines. Les administrations rurales des zones enneigées, à l'instar du corps des Eaux-et-Forêts, demandent des instructeurs pour leurs employés et leurs gardes. Des cantonniers, en accord avec leur hiérarchie, se proposent de devenir formateur auprès des populations montagnardes. Des instituteurs sont invités à former la jeunesse. Le Touring Club de France publie Le ski utilitaire, une méthode de fabrication familiale à l'usage des paysans montagnards.
L'engouement pour le ski de loisirs grandit dans les années 1930, après les premiers Jeux olympiques d'hiver, en 1924, à Chamonix. Les années 1960 marquent le boum des sports d'hiver. Grâce au « plan neige », lancé en 1965, des stations de ski sortent de terre par dizaines. En 1970, plus de 360 stations sont répertoriées en France. En 1984, la Fédération française de ski compte 794 000 licenciés dans 2 350 clubs. L'essor de la pratique est vif, avec 6 % de croissance des effectifs cette même année. Le ski est un des sports populaires qui connaît une forte progression, à l'instar du tennis, du football et du judo.
Au XXIe siècle, à chaque saison de ski, les stations françaises accueillent environ 10 millions de touristes, dont environ 1,5 million d'étrangers et 8 millions de skieurs, et comptabilisent un total de plusieurs dizaines de millions de journées skieurs (55 millions pour la saison 2013-2014 selon Domaines skiables de France).
Au XXIe siècle, la durée de la saison hivernale et de la saison de ski a commencé à diminuer dans les stations de sport d'hiver d'Europe et d'Amérique du Nord en raison des effets du réchauffement climatique, et les stations de ski ont donc de plus en plus recours à l'enneigement artificiel, car le changement climatique réduit la durée des chutes de neige naturelle.
En Europe, la moitié de la masse glaciaire des Alpes a fondu et l'Union européenne des géosciences a évalué en 2017 que le manteau neigeux des montagnes pourrait y diminuer de 70 % d'ici 2100 (toutefois, si l'homme parvient à maintenir le réchauffement climatique en dessous de +2 °C, la réduction du manteau neigeux serait limitée à 30% à la fin du siècle).
Aux États-Unis, par rapport à 2017, la durée des saisons de ski devrait diminuer de plus de 50 % d'ici à 2050 et de 80 % d'ici à 2090 si les émissions de gaz à effet de serre se poursuivent au rythme actuel. Environ la moitié des 103 stations de ski du nord-est des États-Unis exploitées en 2012 pourraient ne pas être en mesure de maintenir une saison de ski économiquement viable d'ici 2050.

### Repères chronologiques

#### Temps des pionniers

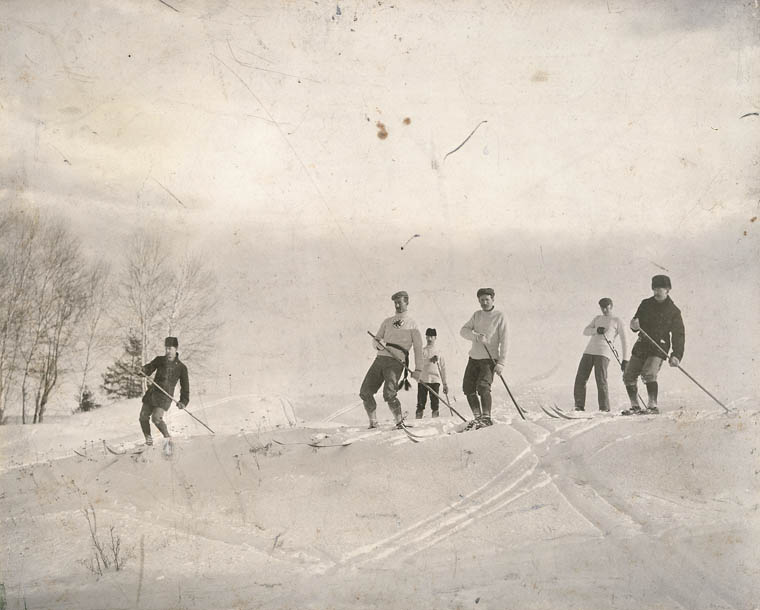
Ski à Rockcliffe Park en 1887.

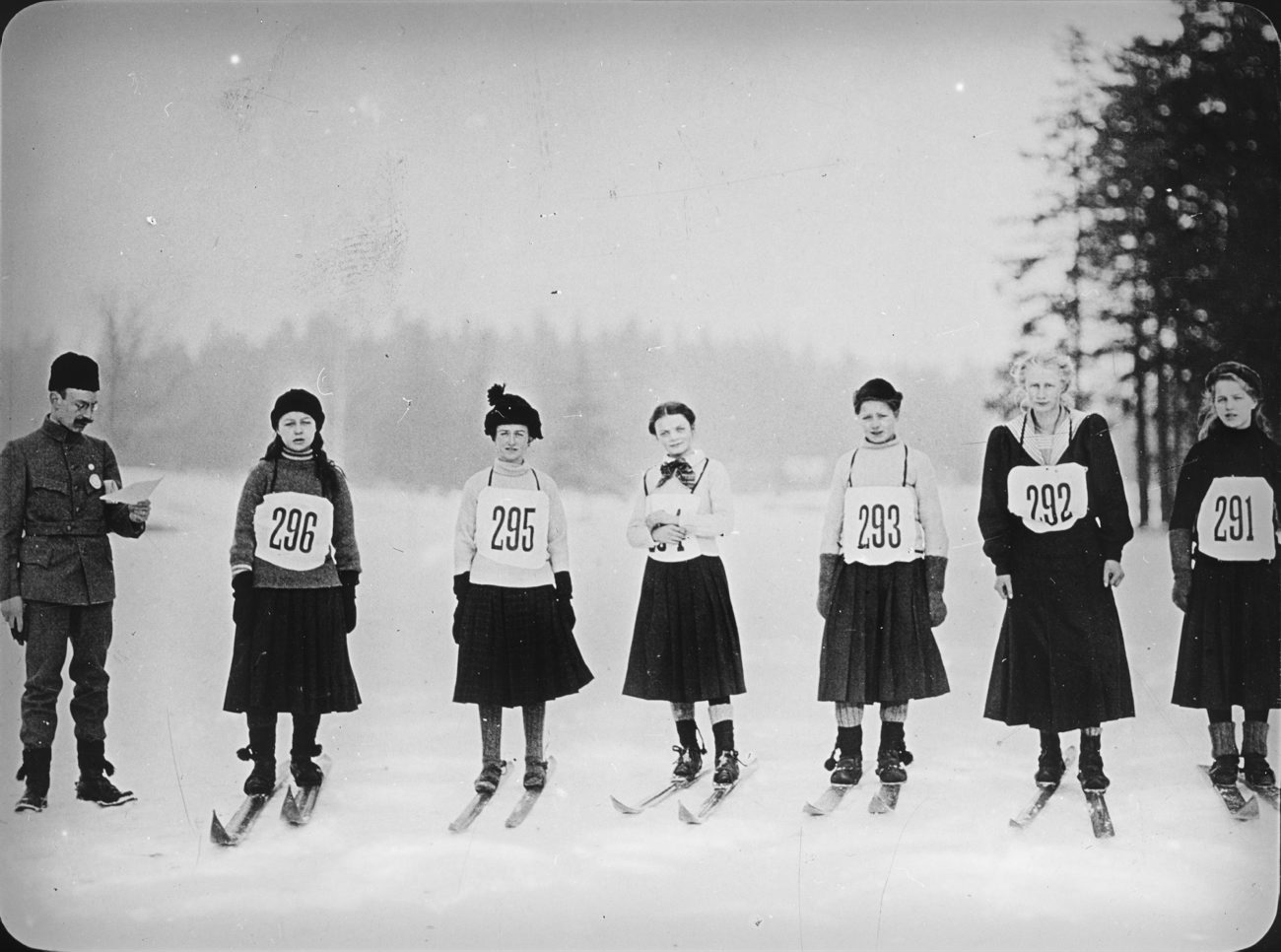
Skieuses au départ d'une compétition de ski, décennie 1890-1900.

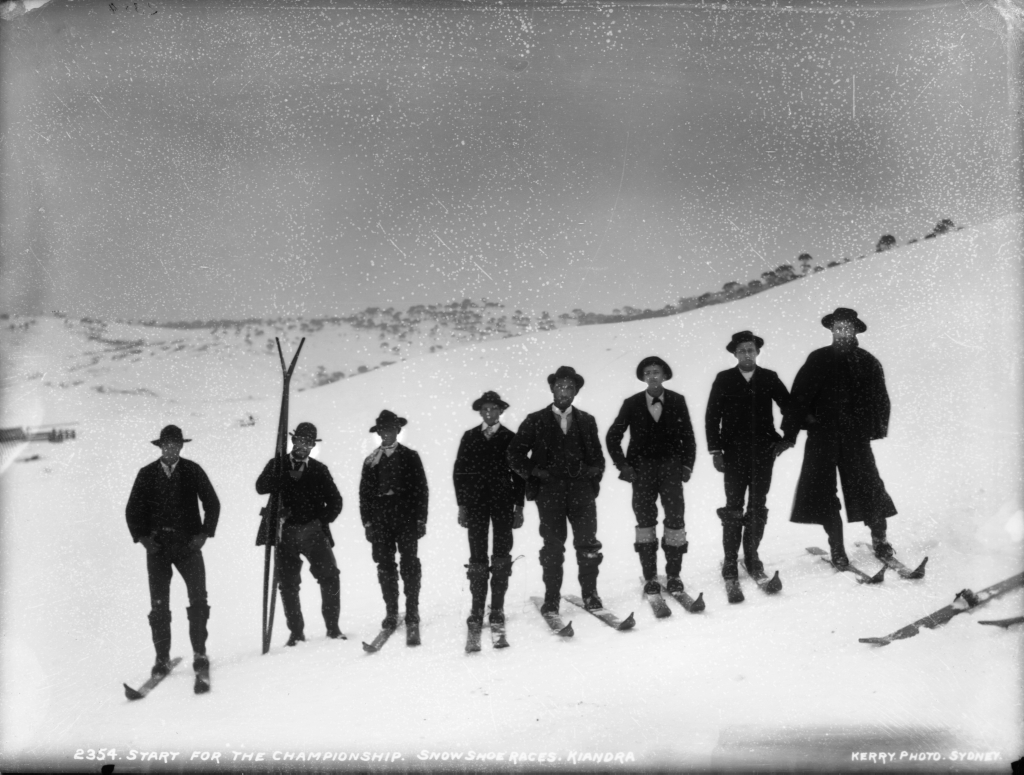
Championnat d'Australie de ski à Kiandra, en 1900.

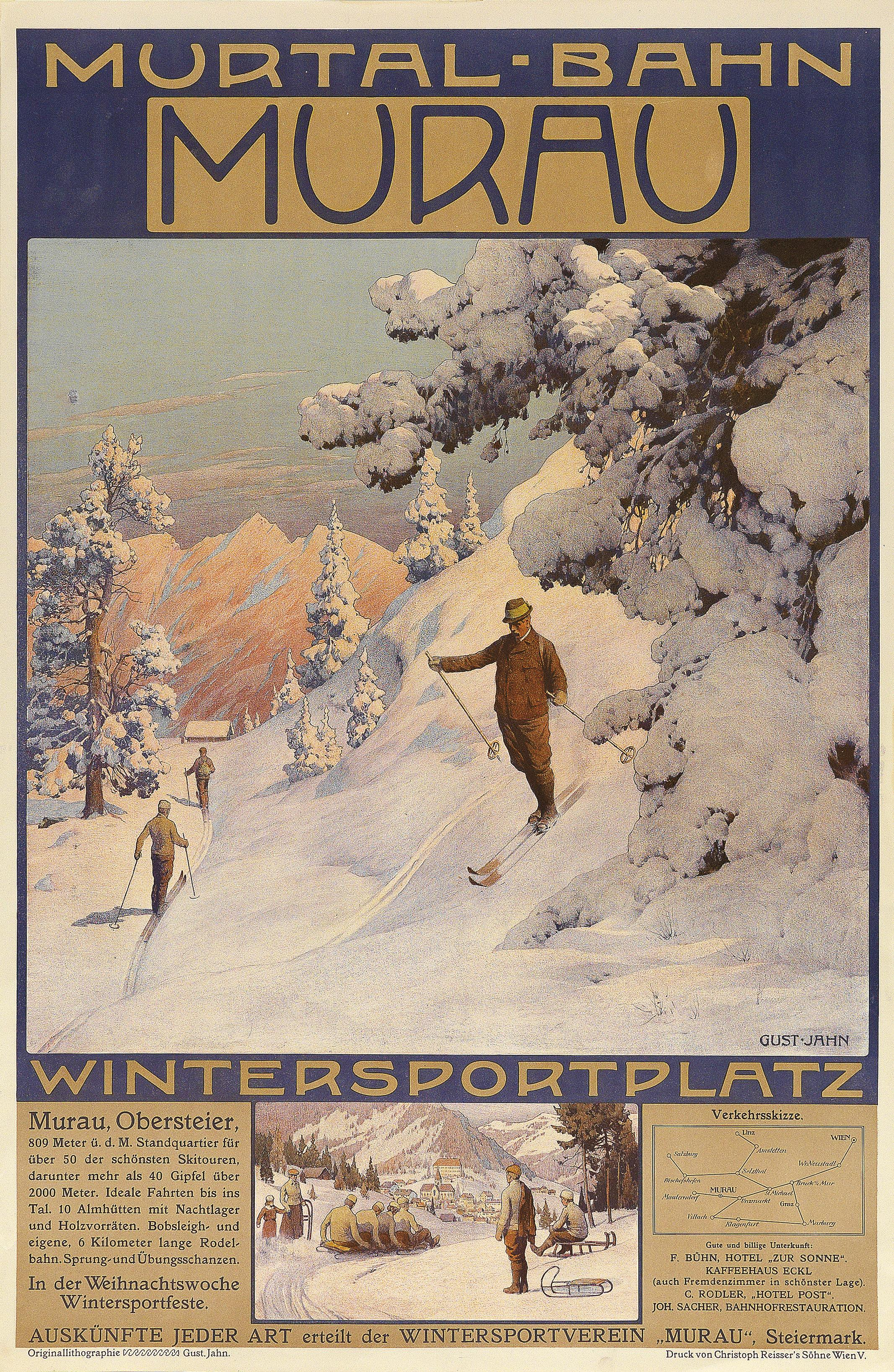
Affiche de la première décennie du XXe siècle pour un site de ski en Autriche.

- 1843 : première course de ski de fond, à Tromsø, située dans le Nord de la Norvège[22].
- 1861 : fondation du premier club de ski en Norvège : le Ski Club de Trysil[22]. Le ski est jusqu’alors un moyen de transport dont l’origine remonte à la nuit des temps.
- 1861 : fondation supposée du Kiandra Snow Shoe Club (en) en Australie[23].
- 1867 : première compétition de ski avec des règles standardisées et l'inclusion de juges chargés de noter le skieur sur la posture, l'utilisation du bâton et la technique[22]. Elle a été organisée à Christiania (Oslo), en Norvège, et elle est la première démonstration de la technique de télémark par un des concurrents, Sondre Norheim, menuisier passionné de ski et originaire du comté de Telemark.
- 1878 : à l’occasion de l’exposition internationale de Paris, le pavillon norvégien présente notamment des skis. Ce moyen de locomotion ancestral attire particulièrement l’attention d'alpinistes. Henri Duhamel en expérimente une paire dans les Alpes à Chamrousse. L'usage utilitaire des skis par les militaires (notamment les chasseurs alpins) se déplaçant en milieu enneigé, par les montagnards puis la pratique touristique du ski nordique et enfin du ski alpin se développent alors en France[24].
- 1883 : fondation du premier club moderne de ski : le Ski Club Christiana (Oslo).
- 1885 : l’hôtelier suisse de Saint-Moritz Johannes Badrutt (de) propose des paires de ski à ses hôtes afin de les divertir pendant l’hiver.
- 1886 : première usine de fabrication de ski en Norvège à Christiana (Oslo).
- 1887 : l’usage de deux bâtons s’impose en ski de fond. Jusque-là, les skieurs n’utilisaient qu’un seul bâton.
- 1890 : publication de l’ouvrage À ski à travers le Groenland du Norvégien Fridtjof Nansen, dont les traductions en français, anglais et allemand déclenchent un engouement pour le ski en Europe.
- 1893 : fabrication dans la vallée de Chamonix de la première paire de ski française.
- 1895 : première compétition de ski en Allemagne (Tauenberg). Un skieur norvégien s’impose.
- Novembre 1895 : création d'un Ski Club des Alpes[25] à Grenoble par les amis d'Henri Duhamel qui leur a distribué quatorze paires de skis acquises lors de son voyage en Finlande[Note 10].
- 1896 : le Ski Club des Alpes, premier fondé en France en novembre 1895, est officialisé le 1er février 1896. Son fondateur est le président du Rocher-Club Ernest Thorant (Henry Duhamel décline la présidence en raison de son éloignement de Grenoble, il habitait à Gières). En Alsace allemande, actuel département du Bas-Rhin, est fondé le ski-Club vosgien.
- 1er mars 1896 : Première sortie du ski-club grenoblois avec le trajet aller-retour Lans-Autrans dans le Vercors[Note 11].
- 27 février 1897 :  ascension du mont Guillaume (2 575 m) au-dessus d'Embrun, par le lieutenant Widman[26].
- 1899 : pratique du « Ski Norvégien » (ski de fond) dans le Jura (Les Rousses).
- Hiver 1901-1902 : premier essai militaire de raid à skis dans la région de Briançon, par le capitaine Clerc et sept hommes équipés à ses frais.
- 1901 : première édition des Jeux nordiques, en Suède, compétition internationale de sports d'hiver.
- 1903 : premier essai de ski dans les Pyrénées par M. Henri Sallenave.
- Hiver 1903 : en France, les hommes du 159e régiment d'infanterie reçoivent, grâce à la persévérante démonstration du capitaine Clerc trois saisons consécutives, deux instructeurs norvégiens. C'est l'origine de l'école normale de ski de Briançon, confiée par le ministère de la Guerre au capitaine Rivas.
- 21 janvier 1904 : en France, raid de 80 km et 1 800 m de dénivelé en 20 heures, à ski : Briançon, Le Monêtier-les-Bains, Le Casset, col d'Arsine, Arsine, col du Lautaret, sous les ordres du capitaine Bernard[26].
- 1906 : création dans les Alpes de la première école civile de ski en France par l'alpiniste et championne sportive Marie Marvingt.
- 1907 : premier concours de ski en France, du 9 au 13 février, à Montgenèvre. Accueillant trois mille personnes, il prend ipso facto une dimension internationale et auréole la station organisatrice pour plusieurs décennies.
- 1908 : Du 3 au 5 janvier, second concours international de ski à Chamonix. Premier carnaval international de ski à Kiandra, Australie.
- 1911 : L'anglais Arnold Lunn organise les premiers concours de vitesse, avec arrêts, virages, parfois des chutes, sur de fortes pentes à Montana en Suisse. Cette pratique est l'ancêtre du ski alpin, qui naît officiellement en 1931.
- 1922 : Premier slalom à Mürren en Suisse.

#### Temps des équipements et des grandes compétitions

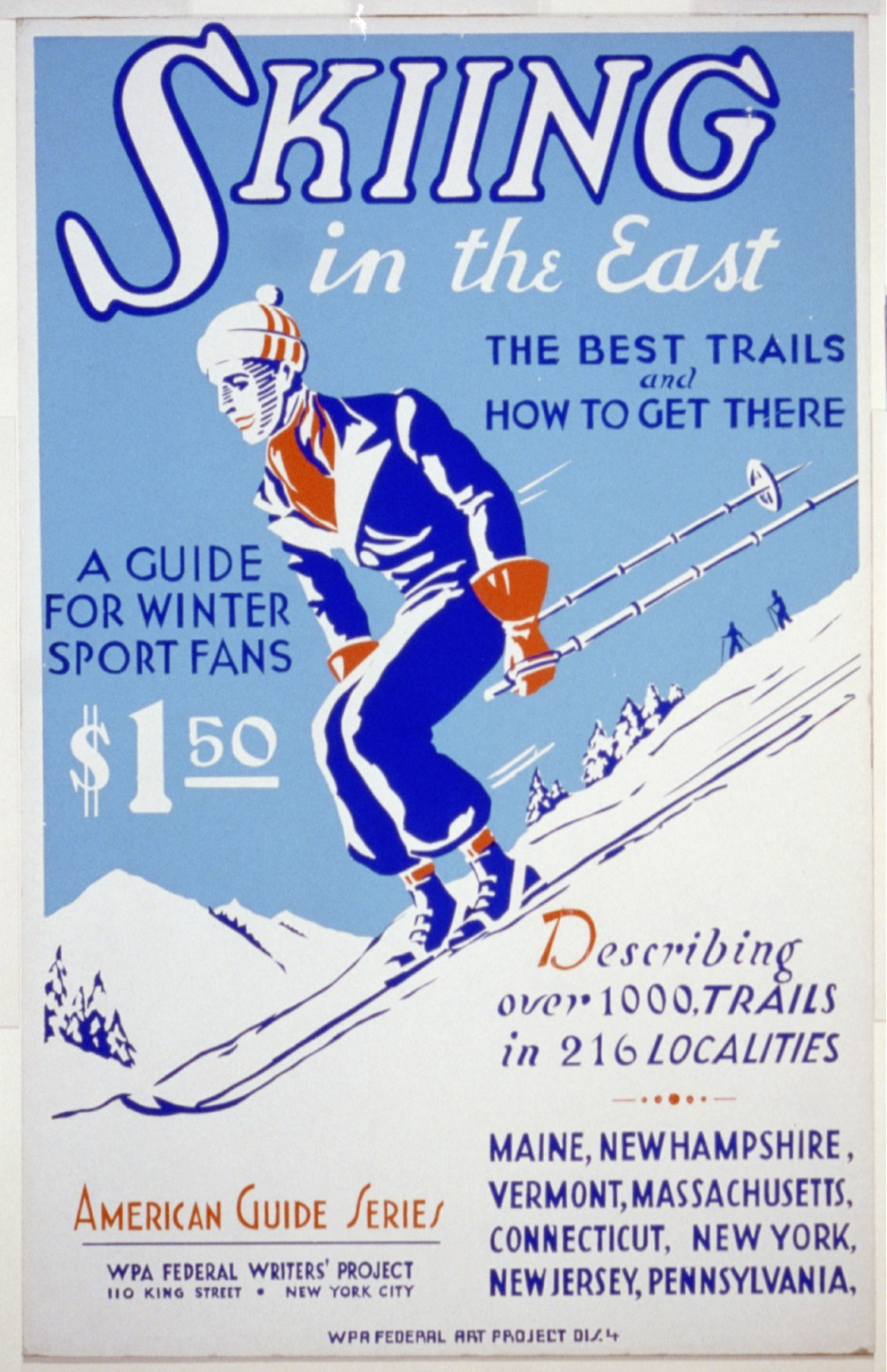
Affiche promouvant le ski dans l'Est des États-Unis, entre 1936 et 1939.

- 1924 : organisation d'une semaine internationale de sports d'hiver à Chamonix, sous le flambeau olympique a priori non officiel mais admis.
- 1925 : le ski devient sport olympique par décision du Comité international olympique. Les premiers Jeux olympiques d'hiver sont rétroactivement admis. Charles Diebolt fonde une école de ski au lac Blanc, près d'Orbey, dans le Haut-Rhin.
- 1931 : première édition des Championnats du monde de ski alpin à Mürren.
- 1936 : Jeux Olympiques d'hiver de Garmisch-Partenkirchen. La descente et le slalom, réuni en un combiné, sont intronisés.
- 1967 : première édition de la Coupe du monde de ski alpin.

## Disciplines

### Ski alpin

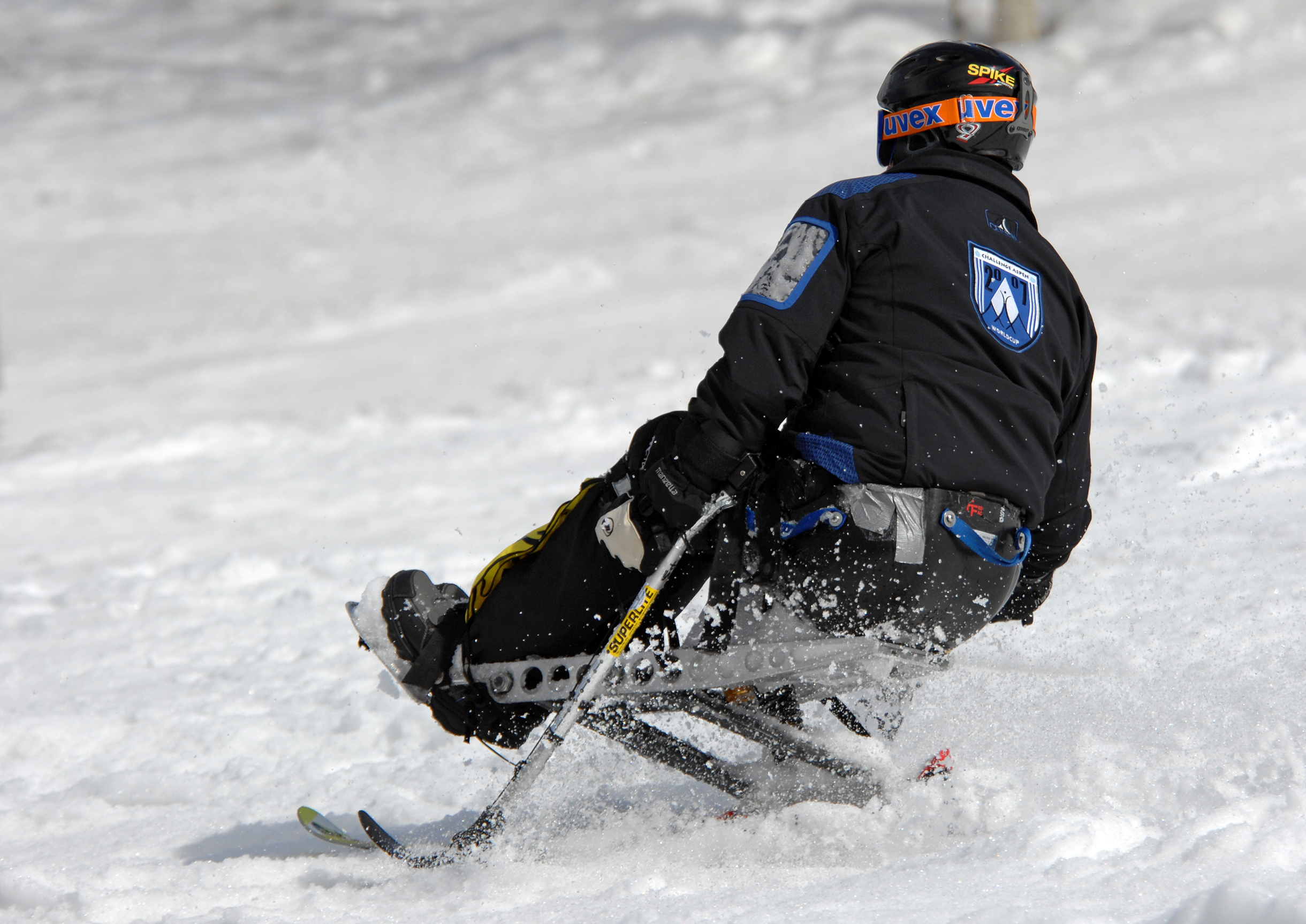
Un vétéran de l'armée américaine faisant du ski alpin handisport dans un fauteuil-ski.

Le ski alpin est une expression générique qui englobe plusieurs disciplines pratiquées comme activités de loisirs (ski de piste, hors-piste) ou en compétition (slalom et épreuves de vitesse). Le ski alpin étant un sport de descente, il est généralement pratiqué dans des stations offrant des remontées mécaniques, sur des pistes damées ou à proximité (bords de piste, zones de transition, hors-piste). C'est un sport en constante évolution en matière de matériel et d'équipement, mais aussi en termes de diversité de pratiques et de déclinaisons : ski de piste, hors-piste, ski freeride (hors-piste plus engagé voire extrême), ski freestyle (ski acrobatique en snowpark), ski freestyle backcountry (ski acrobatique en hors-piste), freeski (freeride + freestyle).
Il se distingue du ski nordique et du ski de randonnée par le matériel utilisé et l'environnement dans lequel il s'exerce (infrastructures nécessaires, aménagement des sites).
En compétition, le ski alpin se compose de cinq disciplines : 
- le slalom spécial ;
- le slalom géant ;
- le super-géant ;
- la descente ;
- le combiné.

Dans le langage courant, le ski alpin est souvent assimilé au ski de piste qui n'en est qu'une composante.

### Ski nordique

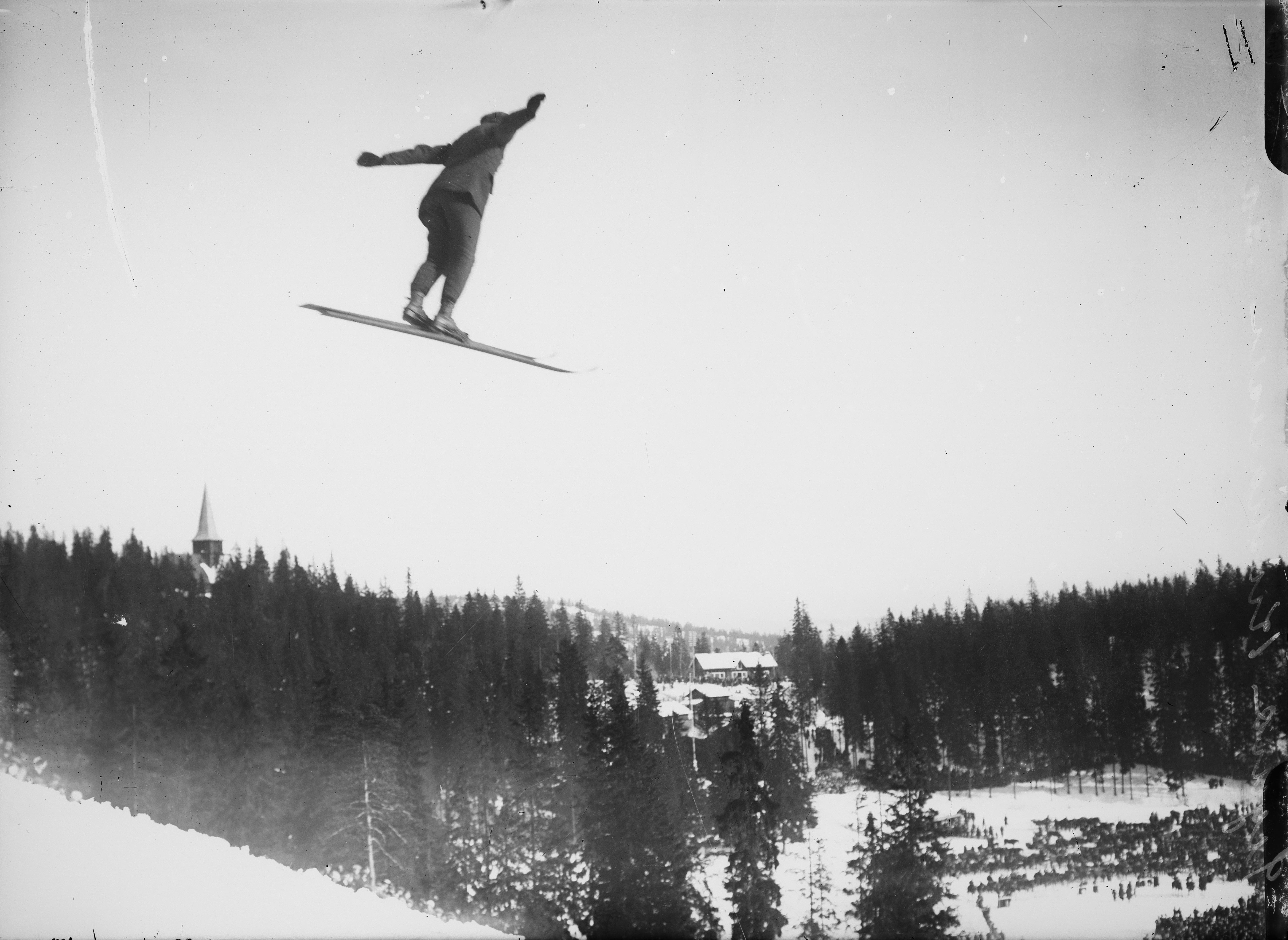
Saut à ski, avant 1917.

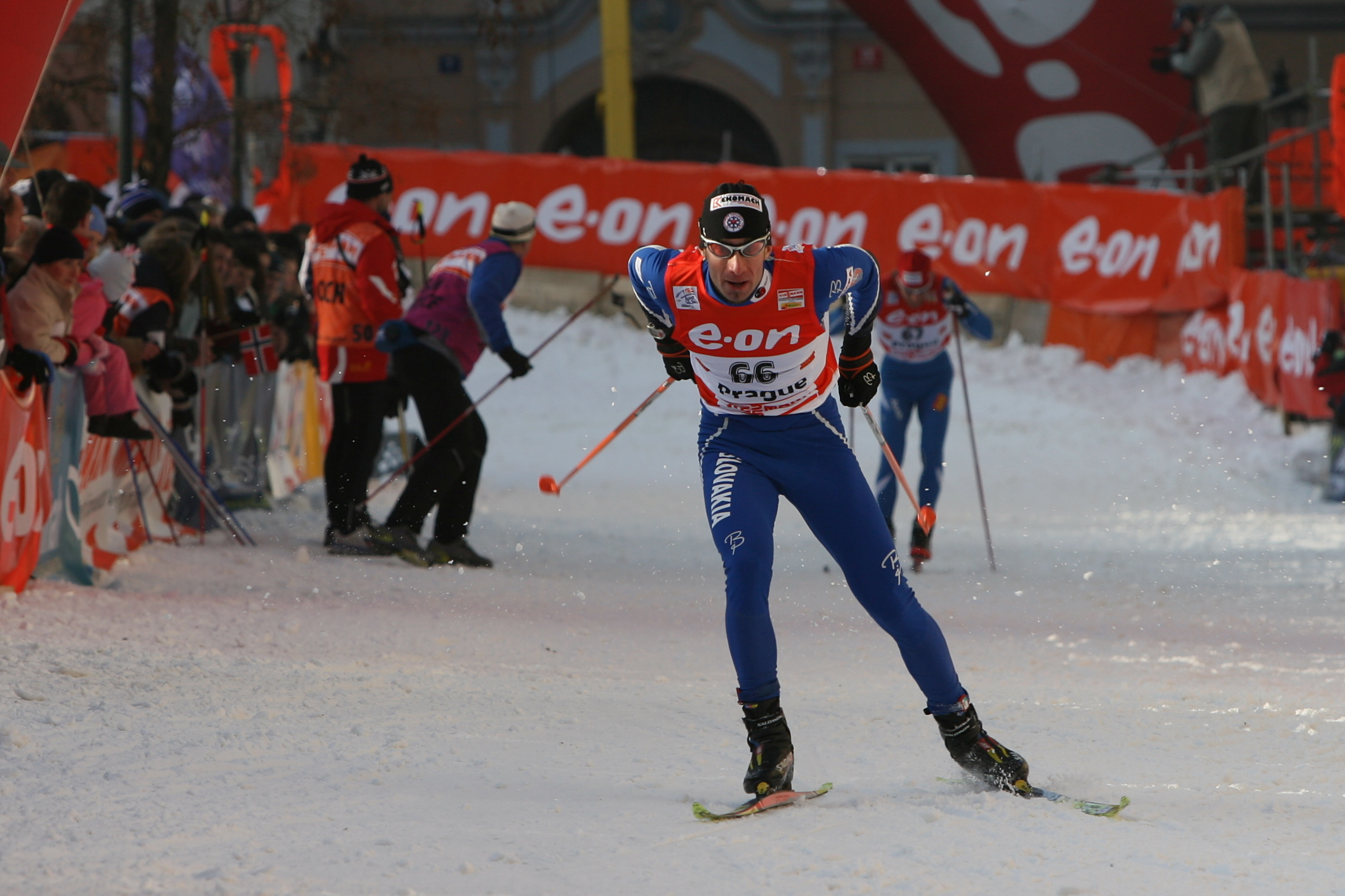
Michal Malak pendant les qualifications du Tour de Ski à Prague.

Le ski nordique englobe les disciplines où le talon de la chaussure n'est pas fixé au ski :
- le ski de fond : discipline s'effectuant sur des terrains plats ou vallonnés, le ski de fond est une discipline d'endurance. On peut le pratiquer en style libre (pas de patineur ou skating) ou classique (pas alternatif) ;
- le saut à ski : le skieur saute depuis un tremplin. Il est noté à la fois sur la longueur du saut effectué et sur la qualité de sa réception. La taille des tremplins peut varier de quelques mètres à plus d'une centaine ;
- le biathlon : discipline combinant le ski de fond et le tir à la carabine ;
- le combiné nordique : discipline combinant le saut à ski et le ski de fond ;
- le ski de randonnée nordique.

Le ski de fond se pratique sur site aménagé ouvert ou en forêt, sur une piste damée et tracée, notamment pour le fond classique qui nécessite deux rails qui guident l'évolution du skieur en alternatif. L'accès à ces sites est généralement payant.
En ski de fond, la retenue qui permet l'impulsion qui propulse le fondeur est assurée soit par des écailles ou des bandes de peau de phoque sous la semelle (skis de location), soit par fartage (conjugaison de farts de glisse et de retenue) qui tient compte de la qualité de la neige et de sa température notamment en ski de fond de compétition.

### Ski freestyle
Le ski freestyle se pratique sur des sites aménagés appelés snowparks et comporte six disciplines :
- Le ski de bosses : c'est une discipline alliant à la fois une descente dans une piste à bosses et quelques sauts acrobatiques.
- Le saut acrobatique : les concurrents s'élancent sur des tremplins pour effectuer des rotations et des vrilles.

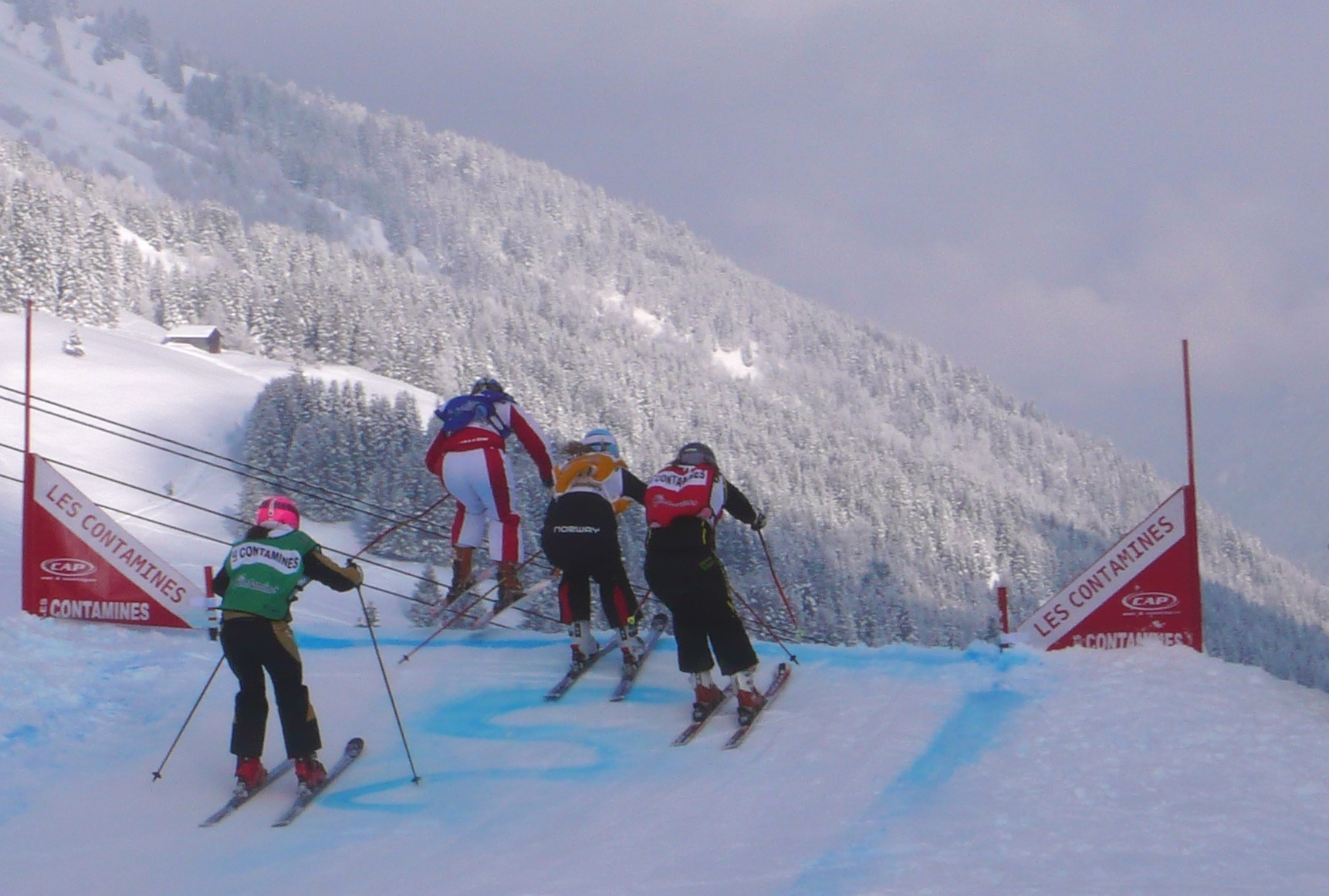
Skicross.

De nouvelles disciplines se sont rajoutées au fil du temps, parfois considérées comme sports extrêmes : 
- le skicross : parcours accidenté où les skieurs concourent 4 par 4, en différentes manches éliminatoires successives ;
- le big air : c'est un tremplin plus ou moins gros, variant de 20 à 25 mètres, permettant d'effectuer des figures en l'air. Il se différencie du saut acrobatique par la longueur des sauts et le système de notation moins strict ;
- le half-pipe : l'épreuve consiste en un enchaînement de figures dans un demi cylindre aux parois verticales ;
- le slopestyle : succession de big air et de rails, chaque skieur est évalué par des juges.

Enfin, le ski freestyle backcountry (ou ski backcountry) : c'est une variante du ski freestyle qui se pratique en hors-piste et qui se caractérise par des figures acrobatiques à ski (rotation inversée, grab, etc.) dans la poudreuse en sautant des blocs voire des barres rocheuses, des séracs ou depuis des tremplins naturels ou artificiels ; compte tenu du terrain d'évolution, il présente de nombreuses similitudes avec le ski freeride.

### Ski nautique
Le ou les skis sont fixés aux pieds par une coque maintenant le pied et fixée sur le patin.
Le skieur pratique le ski, le plus souvent derrière un bateau, dans trois disciplines : slalom, saut et figures.

### Ski de randonnée

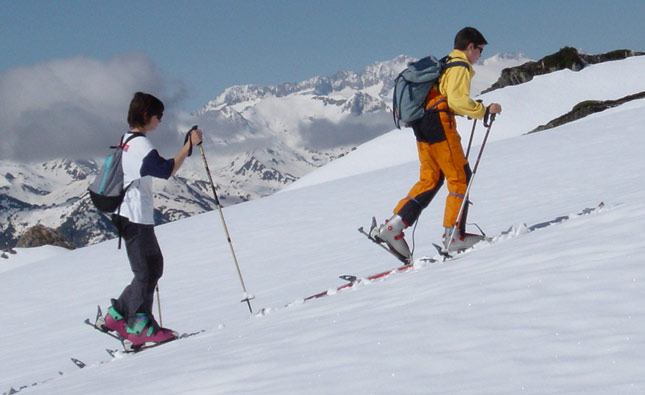
Ski de randonnée

Le ski de randonnée (ou ski de montagne ou encore ski-alpinisme dans sa dénomination officielle) est une discipline qui se pratique en terrain accidenté non aménagé. Le matériel ressemble à celui utilisé en ski alpin mais possède quelques spécificités qui permettent de gravir les pentes avant de les descendre : les skis sont plus légers, les fixations possèdent deux positions : une première pour la montée qui laisse le talon libre afin de faciliter la marche, une deuxième pour la descente qui verrouille le talon. On utilise des peaux de phoque que l'on colle sous les skis et qui empêchent le recul. Pour éviter au ski de déraper en neige dure, on lui ajoute des « couteaux » (pièces métalliques en forme de « U inversé ») qui mordent la neige. Chaque ski est également équipé d'une cale rabattable qui, lorsqu'elle est déployée, permet à la chaussure de former un angle qui compense l'inclinaison du buste provoquée par la pente et soulage du poids du sac.
À ce matériel s'ajoute éventuellement le matériel spécifique d'alpinisme : crampons et piolet qui permettent de gravir des itinéraires plus escarpés en mettant les skis sur le sac à dos, baudrier et corde pour des itinéraires glaciaires.
Outre le dévissage, les chutes de pierres ou les crevasses, l'avalanche représente le plus grand danger de ce sport, d'autant plus présent dans les statistiques d'accidents que le passage des skieurs est susceptible de déclencher le départ des avalanches — généralement « de plaque » — dont l'issue peut être fatale.
Le ski de randonnée nordique est une discipline qui s'apparente, dans sa philosophie, au ski de randonnée mais appartient à la famille du ski nordique.

### Ski freeride

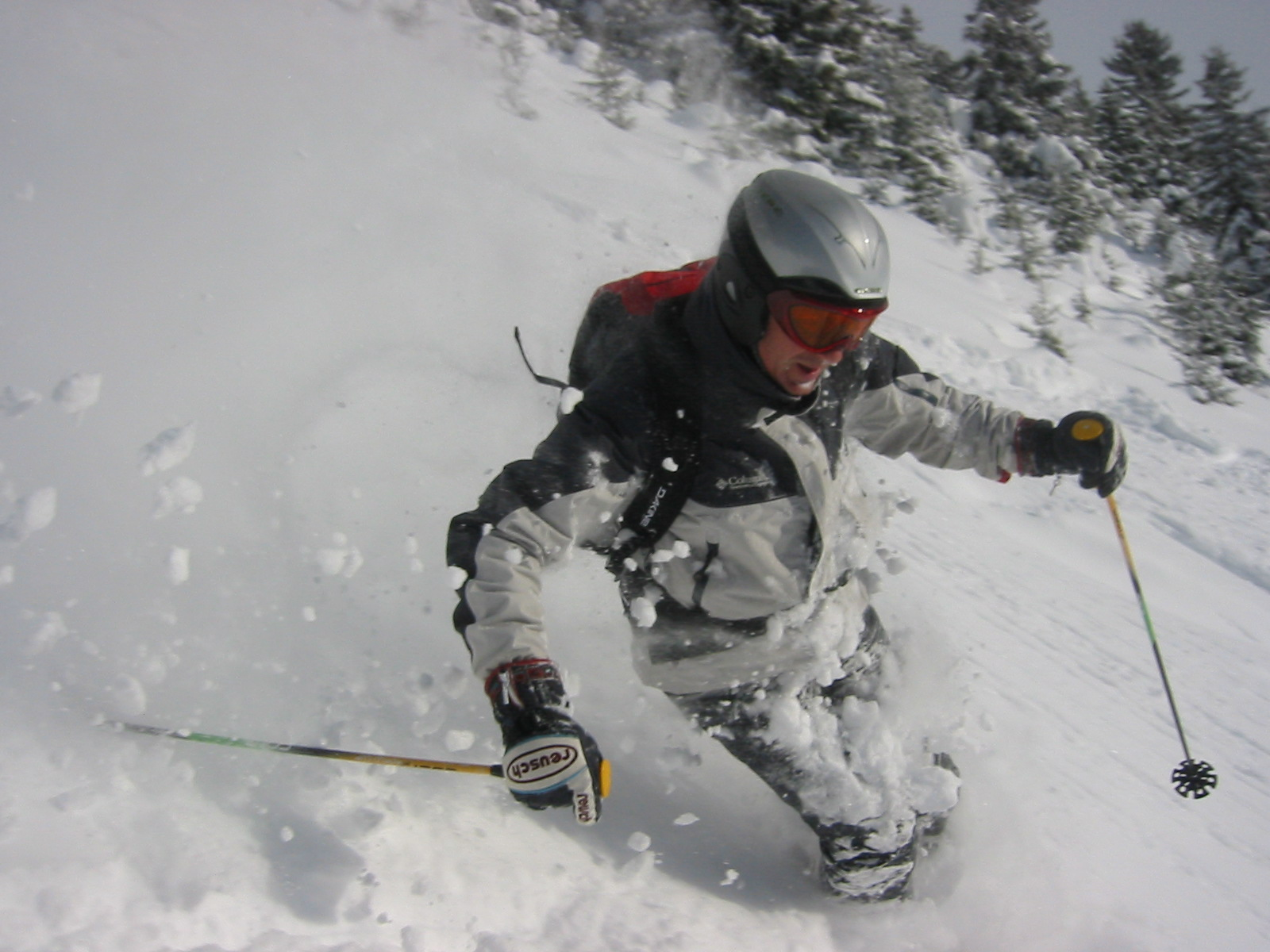
Ski freeride.

Le ski freeride (ou freeriding), version contemporaine du ski hors piste, est une déclinaison du ski alpin. Il s'agit le plus souvent de descendre des pentes non balisées, si possible recouvertes d'une couche de neige poudreuse fraîche. Cette pratique nécessite des skis plus larges (skis fat) que ceux utilisés pour le ski de piste, afin d'obtenir une meilleure portance dans la neige profonde. Il s'est considérablement développé à la fin des années 1990 et la plupart des fabricants de ski proposent des gammes spécifiques à des prix relativement abordables.
Le freerider se doit d'avoir toujours sur lui le trio DVA-pelle-sonde de façon à pouvoir dégager les skieurs éventuellement pris sous une avalanche, et le cas échéant, être repéré sous une coulée.

### Ski de pente raide
Il s'agit de pratiquer du ski sur des pentes dites extrêmes (supérieures à 50°). Cette discipline est plus connue du grand public sous l'appellation historique de ski extrême. Les skis sont généralement peu taillés et rigides. Les pentes sont souvent remontées à pied pour évaluer les conditions de neige et anticiper les passages difficiles. Cette discipline est beaucoup plus proche de l'alpinisme compte tenu des techniques utilisées mais également par son engagement et son exposition. Enfin, elle nécessite de par sa difficulté un très bon niveau de ski freeride.

### Ski fitness
Le ski fitness (ou speed-touring) est une discipline qui se pratique sur les pistes de ski que les amateurs remontent avant l'ouverture du domaine skiable. Très physique, il met l'accent sur le cardio-training en utilisant un matériel de ski de randonnée classique ou hybride avec des caractéristiques, notamment l'allègement, permettant l'entraînement au ski-alpinisme.

### Télémark
Le télémark est une technique nordique de descente, originaire du comté de Telemark en Norvège. Inventée par le menuisier Sondre Norheim dans les années 1860, elle consiste en un fléchissement de la jambe intérieure au virage. D'abord oublié au profit du virage « christiania », le télémark réapparaît aux États-Unis dans les années 1970. Son développement s'est accéléré à la fin des années 1990 avec l'apparition de skis plus courts, taillés (désormais identiques aux skis alpins) et des chaussures à coque plastique. Cette technique élégante fait désormais de nombreux adeptes, dans toutes les disciplines : freeride, freestyle, compétition, randonnée, etc.

### Ski de vitesse
Le ski de vitesse (kilomètre lancé) est un sport qui consiste à descendre une piste damée le plus vite possible afin d'atteindre la plus grande vitesse. Les skieurs peuvent subir une accélération identique à celle d’une F1 (0 à 200 km/h en moins de 6 secondes). Le record du monde, détenu par Simon Billy, est de 255,50 km/h sur la piste de KL de Chabrières à Vars. Cet exploit a été réalisé le 22 mars 2023.
Il y a plusieurs pistes de ski de vitesse en France :
- Les Arcs ;
- Vars.

### Ski augmenté
Le ski augmenté est une discipline consistant à utiliser un exosquelette d’assistance à l’effort afin d’améliorer ses performances (notamment son endurance), sa sécurité ou réduire certaines douleurs liées à la pratique de ce sport. De premières compétitions spécifiques ont déjà été organisées en 2020 et 2022 à l'Alpe d'Huez sous le parrainage d’Ophélie David.

### Ski joëring
Il se pratique avec un cheval ou un poney attelé qui tire le skieur grâce à un cadre, bien souvent rigide. Les skis ne doivent pas dépasser 1,50 m pour ne pas gêner le cheval. Il se pratique sur neige damée, en carrière fermée, sur les pistes ou plus rarement en chemins. Cette discipline convient aussi bien aux skieurs qu'aux cavaliers.

### Snowkite
Le snowkite se pratique avec des skis ou un surf et une voile de traction, sur des espaces enneigés aussi bien en plaine qu'en montagne.

### SnowK Ball
Le SnowK Ball est un sport collectif joué avec deux équipes de quatre joueurs, souvent sur une piste rouge. Le principe est globalement similaire au rugby : il faut aplatir la « balle » derrière la ligne de l'adversaire, bien que les plaquages soient interdits.

## Fabrication et matériel de ski

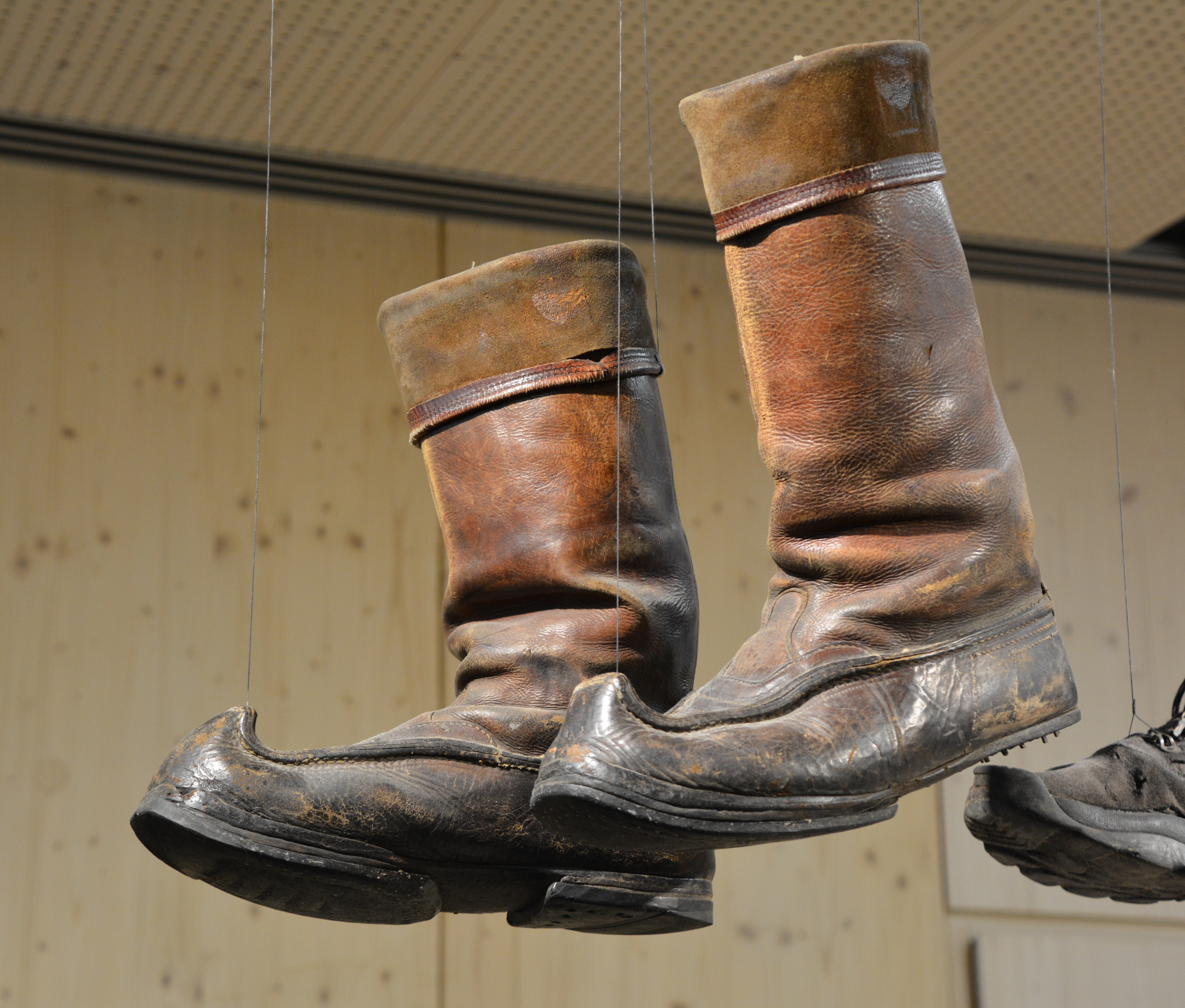
Chaussures de ski anciennes, Suède.

Avant d'être au centre d'une activité industrielle, parfois de haute technologie, le monde du ski a été ancré dans la civilisation traditionnelle nordique : ski, chaussures, fixations et déjà vêtements et lunettes à fentes adaptés constituaient un équipement artisanal à fabriquer et à entretenir chez soi. Les pionniers bourgeois d'Europe occidentale ont parfois eu quelques réticences à adapter cette façon d'être en bloc, d'autant que la première industrialisation du ski dès 1880 avait déjà gommé les adaptations paysannes parfois trop voyantes ou rudimentaires, et déjà exporté une façon d'être moderne sur la neige.

### Un atelier-modèle en 1904 à l'école de ski de Briançon
En France, l'école militaire de ski de Briançon dispose dès sa fondation d'un atelier. Le capitaine Rivas, conseillé par les deux instructeurs norvégiens, dénonce le mauvais manuel de Wilhelm Paulcke qui donne une idée hasardeuse de la fabrication des skis. Tout au plus disposera-t-on de skis voilés, à mauvaises courbures et galbes. Il invite les stagiaires de l'atelier à préparer des moules et des formes à skis spécifiques, en tenant compte des neiges locales.
Ainsi, les anciens skieurs militaires initiés à la fabrication en atelier pourront revenir dans leur village en homme de métier et propagandiste concret de ce sport. Outre l'art de réparer les planches, de favoriser leur glissement par fartage, de les faire sécher après usage dans des boîtes de formes adaptées, ils connaissent les subtilités de la fabrication des skis avec leur moule personnel ainsi que des bâtons, des diverses fixations rudimentaires selon l'usage à base de courroies ou d'étriers. Ils peuvent alors réaliser des skis à l'aide de planches en pin sylvestre ou pin cembro.
La qualité du moule à ski est primordiale. Cette boîte de cintrage doit permettre le serrage et l'équerrage de la paire de planchettes humides. Si la forme est mal préparée ou gauchie avec le temps, les skis seront voilés. Le capitaine Rivas a supervisé différents types de moules à skis, parmi lesquelles la Briançonnaise.
Le procédé se sépare en quatre étapes : 
1. La mise en place des deux planchettes humides dans la forme creuse du moule à ski, puis le séchage au four 48 heures de l'ensemble. La courbure obtenue est durable ;
2. Les planchettes sont taillées aux dimensions du ski ;
3. Les ébauches de ski sont polies, vernies, munies de garnitures ;
4. Les skis sont mis à la forme de repos.

### Équipements actuels
Les skis préparés à l'aide de matériaux polymères composites moulés sont le fruit d'une technologie sophistiquée et adaptée à chaque type d'activité sportive. Le fartage bénéficie des meilleures connaissances en physico-chimie moléculaire et en tribologie.
L'ensemble des fixations, chaussures et vêtements bénéficie également du spectaculaire essor des matériaux depuis soixante ans. Ils évoluent avec la médiatisation de la compétition et la démocratisation des sports d'hiver.

#### Type de fabrication
Le bois est le matériau utilisé dans la fabrication des premiers skis. Face à l'évolution inéluctable des matériaux, le noyau en bois connaît un regain de popularité. Dans l'industrie, le noyau bois est souvent remplacé par des mousses avec des duretés variables. Certaines marques artisanales proposent aussi des skis en bois répondant aux besoins de skieurs attachés à la tradition.

### Vêtements de ski

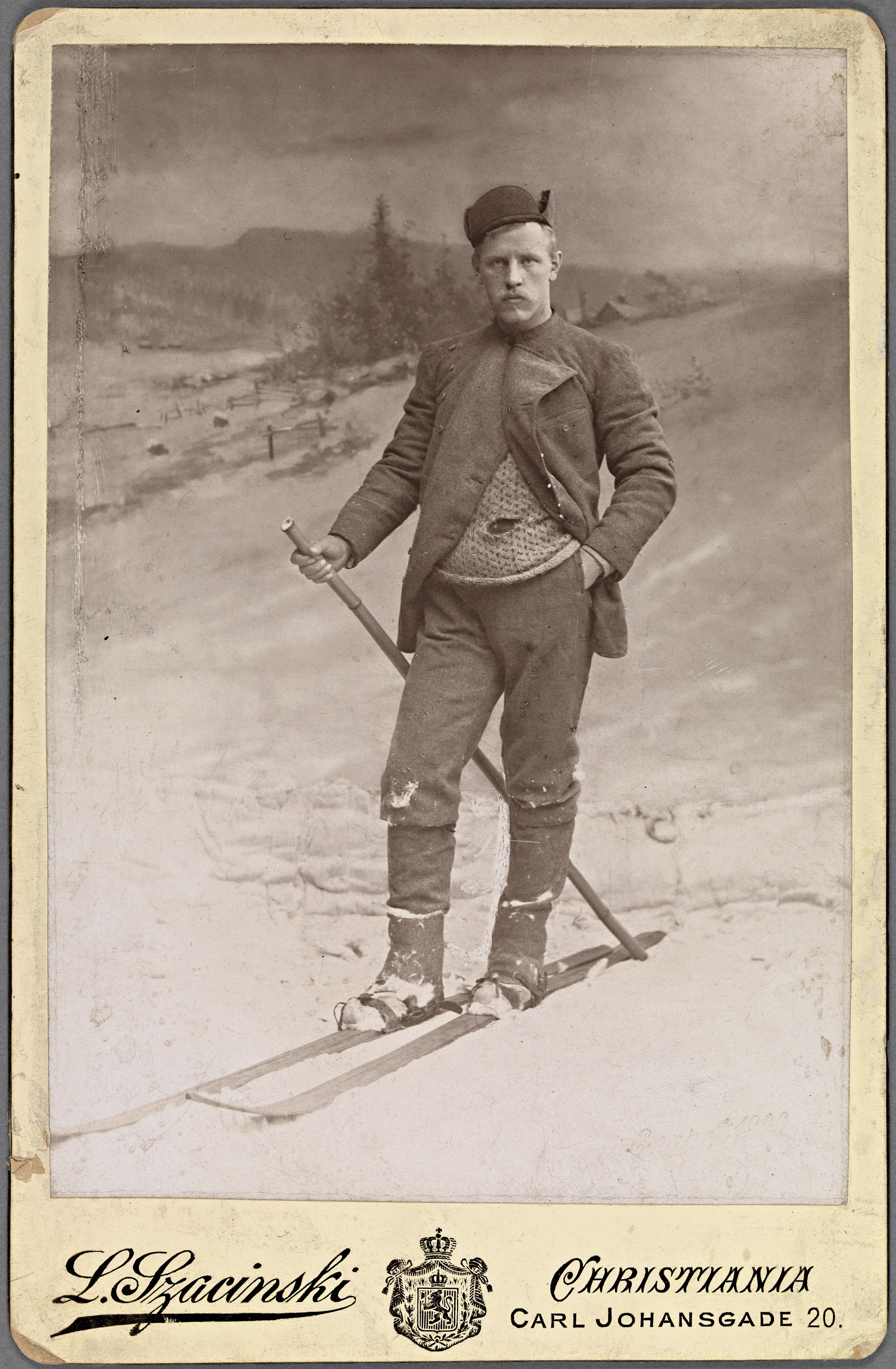
Portrait de skieur, Oslo, 1890.

La tenue de ski a évolué au fil du temps et en fonction des impératifs des différentes disciplines. Elle a également connu des modes au fil des décennies des XIXe siècle au XXIe siècle.

## Expéditions célèbres à skis
- En 1888, Fridtjof Nansen traverse le Groenland d'est en ouest à l'aide de skis.
- Le Norvégien Torry Larsen fut en 2000 le premier à rallier la Russie au Canada par le pôle Nord.

## Dans la culture populaire
Le ski inspire les artistes et les stations de ski françaises ouvrent leurs portes aux expositions consacrées aux artistes exprimant leur passion pour le ski.
Le cinéma donna une reconnaissance notoire à l'ambiance autour du ski avec Les Bronzés font du ski.